# Тракиец
Тракиец е село в Южна България. То се намира в община Хасково, област Хасково.

## География
Село Тракиец е разположено в южната част на България, в непосредствена близост до границите ни с Гърция и Турция. То се намира в югозападната част на община Хасково и в западната част на област Хасково. Селото отстои на 16 км от областния център (Хасково), на 41 км от Кърджали, на 119 км от Пловдив, на 243 км от София и на 352 км от Истанбул. На юг Тракиец граничи със селата Гълъбец и Текето, на изток - с Конуш, на север - със землищата на село Въгларово и град Хасково, а западната граница се мие от водите на язовир Тракиец. Селото има връзка и със Сираково, но чрез труднопроходим път. 

## Релеф
Покрай Тракиец се простират и някои от последните склонове на Източните Родопи, поради което  релефът на селото не е напълно равнинен. Средната надморска височина е 211 m. От почти всяка точка в селото има ясна гледка към връх Хасар (на местен диалект: Асар), който се намира между Тракиец и Козлец. Той е с приблизителна височина от около 520 метра и е най-високият в района на Тракиецкото землище. 

## Климат
Южното географско положение на Тракиец и близостта му до Егейско море, от което го отделят сравнително ниските склонове на Източните Родопи, както и лесното проникване на по-топъл въздух по долината на р. Харманлийска (приток на р. Марица), обуславят преходен климат между континенталното влияние от север и средиземноморското от юг. Селските стопани недолюбват фьона през февруари, защото ранното затопляне подмамва ранноцъфтящите бадеми, кайсии, череши и др.

## История
Не може с положителност да се каже къде е било първото селище на прастарите потомци на днешните жители на с. Тракиец (тогава с. Елехча). Предполага се, че жителите му са потомци на тракийско племе беси и славянското племе драговичи. Сведения за живота на българското население на селото през време на Второто българско царство ни дават различни наименования на местностите – Петровица, Аязмото (кладенец), Кулето (кула), Гробето, Узунца и др.
При строежа на язовир Тракиец са били открити останки от тракийско и старобългарско селище. Язовир Тракиец е най-големият язовир на Балканския полуостров с каменна стена и вторият в Европа. Дълга е 1100 м и е изцяло изградена от трамбовани земни маси без използването на бетонна конструкция. Язовирът е изключително беден на рибни ресурси поради дългогодишното бракониерство на което се подлага. Напълно неподходящ за любителски риболов. През последните години зарибяването с различни видове риба не води дори до нищожна промяна в рибните ресурси. Най-честият улов е на шаран.
Срещу селото се издигат малкия и големия Хасар.
В района между малкия и големия Хасар е съществувал български манастир „Свети Николай“ и е бил запазен до 1665 – 1670 г. Той е играел важна роля за българите от Хасковския край. Сегашната черква в селото носи името на този манастир.
След освобождаването от османско владичество била построена Цвятковата чешма и чешмите Папаз бунар и Алакчелан, а през 1933 г. бе прекарана вода на поляната под Аязмото за улеснение на населението по време на събора, който е на Спасовден.
Преброяване на населението се извършва през 1906 г. – 815 ж., 1928 г. – 1065, 1934 г. – 1193 души. С изселване на много семейства по градовете през последните години се заселват доста турски семейства. В днешно време е трудно да се чуе българска реч в селото. На 1 км от селото се намира местността Аязмото. След освобождението от османско владичество славата на Аязмото станала много популярна с лечебната сила на водата му, лекуваща много болести. Започнали да идват все повече и повече болни хора от цялата страна. Тук се намира параклис, кръстен на майката на Дева Мария / Богородица/ – Св. Ана. През октомври 2009 в местността около Аязмото е издигнат и осветен християнски кръст. Голямото посещение на хора от далечни краища е наложило построяването на 3 стаи за гости, а по късно и голяма кухня. През 1908 г. обемът на кладенчето бил разширен с диаметър 3 м и дълбочина 1,70 м. За почистването и хигиенизирането на Аязмото се грижи църковното настоятелство.

## Население
Численост
Численост на населението според преброяванията през годините:
| \| Година на преброяване \| Численост \| \| --------------------- \| --------- \| \| 1934 \| 1193 \| \| 1946 \| 1162 \| \| 1956 \| 974 \| \| 1965 \| 749 \| \| 1975 \| 798 \| \| 1985 \| 656 \| \| 1992 \| 663 \| \| 2001 \| 626 \| \| 2011 \| 530 \| \| 2021 \| 426 \| |           |
| Година на преброяване | Численост |
| 1934 | 1193      |
| 1946 | 1162      |
| 1956 | 974       |
| 1965 | 749       |
| 1975 | 798       |
| 1985 | 656       |
| 1992 | 663       |
| 2001 | 626       |
| 2011 | 530       |
| 2021 | 426       |

### Етнически състав
Преброяване на населението през 2011 г.
Численост и дял на етническите групи според преброяването на населението през 2011 г.:
|                     | Численост | Дял (в %) |
| Общо                | 530       | 100,00    |
| Българи             | 196       | 36,98     |
| Турци               | 288       | 54,33     |
| Цигани              | 0         | 0,00      |
| Други               |           |           |
| Не се самоопределят |           |           |
| Неотговорили        | 40        | 7,54      |

## Управление
Начело на селото се избира кмет, който заема тази длъжност за срок от 4 години. Настоящ кмет на Тракиец е Красимир Бойчев (ВМРО-НИЕ, ОЗ, БНД). Сградата на кметството представлява триетажна сграда и се намира до главния площад на селото, в близост до читалището и разклона за Аязмото. 

## Икономика
Основен поминък на селото е целогодишната реколта, която селските стопани отглеждат в своите ниви и домашните животни, за които полагат ежедневни грижи. Поради тази причина най-разпространената и най-развитата промишленост в селото е земеделието. То от своя страна се разделя на два основни дяла: растениевъдство и животновъдство. В и около селото има множество овощни ниви, множество трайни насаждения и лозови масиви. В това число: ябълки, череши, сливи, кайсии, праскови, дрянки, вишни, смокини, дини, пъпеши, тикви, грозде и много други. От животновъдството най-застъпени са говедовъдството, овцевъдството, птицевъдството и свиневъдството. Също така се отглеждат коне и магарета. Обслужващата промишленост в селото е почти нулева, но все пак се поддържа от продавачите в хранителните магазини, от персонала, който обслужва читалището и кметството и от църковното настоятелство, носещо отговорност за двете църкви в селото. Тракиец разполага и с медицински пункт за спешни случаи, както и с един стоматологичен кабинет. 

## Образование и наука
До 2003 г. в Тракиец функционира едно основно училище, но вследствие на силно намалелия брой деца селото е принудено да се раздели с него. Става въпрос за бившето ОУ "Христо Ботев", чиято сграда и интериор са все още запазени и непокътнати. В него са се обучавали деца между 7 и 13-годишна възраст. В днешно време най-близкото и работещо училище за тракиецките деца е ОУ "Св. св. Кирил и Методий", намиращо се в съседното село Конуш. Всяка сутрин по време на учебната година училищен автобус осигурява трансфер до селото.  

## Транспорт
В Тракиец е развит единствено сухоземният транспорт. Селото има директна връзка с още 5 села, но само с 2 от тях (Конуш и Текето) тя е чрез асфалтиран път. До останалите три (Гълъбец, Сираково и Въгларово) също може да се стигне с кола, но пътят до тях е черен и труднопроходим. Тракиец няма връзка с националната железопътна мрежа. Най-близката ЖП гара за жителите на селото е тази в село Малево (по линията Русе – Подкова), което се намира на 17 км от Тракиец. Автобусни превози се осъществяват единствено до Хасково с помощта на автобусна компания Арда Тур. Разписанието с часовете е достъпно в сайта на Автогара Хасково.

## Религии
Поради преобладаващото население от турски етнически произход, основната религия тук е ислямът. Източноправославно християнство се изповядва от едва 25% от населението на селото. Въпреки тези обстоятелства, Тракиец остава едно от малкото села в тази част на България, в които никога е нямало и все още няма изградена джамия. Християнските средища в селото са църквата "Свети Никола" и параклисът "Света Анна". Църквата се намира в самия център на Тракиец и нейният камбанен звън оглася селото по два пъти на ден - в 11:30 ч. и 18:30 ч. Параклисът е разположен в местността Аязмото. 

## Културни и природни забележителности
Местности – „Аязмото“ и язовир „Тракиец“.Тюрбето на Отман баба до с. Теккето

## Редовни събития
Съборът на селото – провежда се на Спасовден, който се пада винаги в четвъртък, 40 дни след Великден./На седмия четвъртък след великден/

## Други

### Кухня
Предимно тракийска кухня: тиквеникът е само едно от популярните ястия, още катми, баници, колачета (мекици), сирена и домашно приготвен куртмач (катък), френкова каша, пържени банички и др. В селото също има 1 сладкарница и 3 хранителни магазина – КОП, „Детелина“ и „Чешмата“.